# Scrophularia olympica
Scrophularia olympica är en flenörtsväxtart som beskrevs av Pierre Edmond Boissier. Scrophularia olympica ingår i släktet flenörter, och familjen flenörtsväxter. Inga underarter finns listade i Catalogue of Life.